# Saint-Astier, Dordogne
Saint-Astier (okcitansko Sench Astier) je naselje in občina v francoskem departmaju Dordogne regije Akvitanije. Leta 2008 je naselje imelo 5.383 prebivalcev.

## Geografija
Kraj leži v pokrajini Périgord ob reki Isle, 18 km zahodno od Périgueuxa.

## Uprava
Saint-Astier je sedež istoimenskega kantona, v katerega so poleg njegove, vključene še občine Annesse-et-Beaulieu, La Chapelle-Gonaguet, Coursac, Grignols, Jaure, Léguillac-de-l'Auche, Manzac-sur-Vern, Mensignac, Montrem, Razac-sur-l'Isle in Saint-Léon-sur-l'Isle z 18.835 prebivalci.
Kanton Saint-Astier je sestavni del okrožja Périgueux.

## Zanimivosti
- taborska cerkev sv. Asterija puščavnika iz 11. do 15. stoletja,
- grad Château de la Batud iz 15. stoletja,
- renesančni grad Château de Puyferrat iz 17. stoletja,
- dvorec Château de Bruneval.